# Temporada 1995-96 de la NBA
La temporada 1995-96 de la NBA fue la quincuagésima en la historia de la liga. La temporada finalizó con Chicago Bulls (cuarto de sus seis anillos) como campeones tras ganar a Seattle SuperSonics por 4-2.

## Aspectos destacados
- Chicago Bulls ganó 72 partidos y batió el récord de más victorias en una temporada, en posesión de Los Angeles Lakers, con 69 victorias, desde la temporada 1971-72. Este récord duró 20 años, hasta que los Golden State Warriors, en la temporada 2015-16, lo superaron con 73 victorias, aunque estos no ganaron el título.
- Combinando temporada regular con playoffs, los Bulls terminaron el año con un balance de 87-13, el segundo mejor en la historia de la NBA. Además, solo perdieron un encuentro por más de 10 puntos.
- Michael Jordan se convirtió en el único jugador en ganar el MVP de las Finales al menos cuatro veces. También consiguió su octavo título de máximo anotador de la temporada regular.
- Boston Celtics jugó su primer partido en el FleetCenter (ahora TD Banknorth Garden).
- Toronto Raptors y Vancouver Grizzlies hicieron su debut en la liga y se convirtieron en la 28ª y 29ª franquicia. Los Grizzlies comenzaron jugando en el General Motors Place mientras que los Raptors lo hicieron en el SkyDome (ahora Rogers Centre). Ambos equipos ganaron en sus primeros partidos en la NBA.
- El All-Star Game de la NBA de 1996 se celebró en el Alamodome de San Antonio, Texas, con el Este ganando al oeste por 129–118. Michael Jordan fue nombrado MVP del partido.
- Seattle SuperSonics estrenó su nuevo pabellón, el Key Arena.
- Portland Trail Blazers jugó por primera vez en el Rose Garden.
- Magic Johnson regresó a los Lakers como jugador, disputando 32 partidos y retirándose de nuevo al final de la temporada.
- Philadelphia 76ers jugó su último partido en The Spectrum.
- Hakeem Olajuwon superó a Kareem Abdul-Jabbar como máximo taponador de la historia en el último partido de la temporada.

## Clasificaciones

### Conferencia Este
| Equipo             | V  | D  | %V   | P  |
| ------------------ | -- | -- | ---- | -- |
| Orlando Magic      | 60 | 22 | .732 | -  |
| New York Knicks    | 47 | 35 | .573 | 13 |
| Miami Heat         | 42 | 40 | .512 | 18 |
| Washington Bullets | 39 | 43 | .476 | 21 |
| Boston Celtics     | 33 | 49 | .402 | 27 |
| New Jersey Nets    | 30 | 52 | .366 | 30 |
| Philadelphia 76ers | 18 | 64 | .220 | 42 |

| Equipo              | V  | D  | %V   | P  |
| ------------------- | -- | -- | ---- | -- |
| Chicago Bulls C     | 72 | 10 | .878 | -  |
| Indiana Pacers      | 52 | 30 | .634 | 20 |
| Cleveland Cavaliers | 47 | 35 | .573 | 25 |
| Atlanta Hawks       | 46 | 36 | .561 | 26 |
| Detroit Pistons     | 46 | 36 | .561 | 26 |
| Charlotte Hornets   | 41 | 41 | .500 | 31 |
| Milwaukee Bucks     | 25 | 57 | .305 | 47 |
| Toronto Raptors     | 21 | 61 | .256 | 51 |

### Conferencia Oeste
| Equipo                 | V  | D  | %V   | P  |
| ---------------------- | -- | -- | ---- | -- |
| San Antonio Spurs      | 59 | 23 | .720 | -  |
| Utah Jazz              | 55 | 27 | .671 | 4  |
| Houston Rockets        | 48 | 34 | .585 | 11 |
| Denver Nuggets         | 35 | 47 | .427 | 24 |
| Dallas Mavericks       | 26 | 56 | .317 | 33 |
| Minnesota Timberwolves | 26 | 56 | .317 | 33 |
| Vancouver Grizzlies    | 15 | 67 | .183 | 44 |

| Equipo                 | V  | D  | %V   | P  |
| ---------------------- | -- | -- | ---- | -- |
| Seattle SuperSonics    | 64 | 18 | .780 | -  |
| Los Angeles Lakers     | 53 | 29 | .646 | 11 |
| Portland Trail Blazers | 44 | 38 | .537 | 20 |
| Phoenix Suns           | 41 | 41 | .500 | 23 |
| Sacramento Kings       | 39 | 43 | .476 | 25 |
| Golden State Warriors  | 36 | 46 | .439 | 28 |
| Los Angeles Clippers   | 29 | 53 | .354 | 35 |

* V: Victorias
* D: Derrotas
* %V: Porcentaje de victorias
* P: Partidos de diferencia respecto a la primera posición
* C: Campeón

## Playoffs
|  | Primera Ronda     | Primera Ronda | Primera Ronda |   |              | Semifinales de Conferencia | Semifinales de Conferencia | Semifinales de Conferencia |  |    | Finales de Conferencia | Finales de Conferencia | Finales de Conferencia |  |    | Finales de la NBA | Finales de la NBA | Finales de la NBA |
|  |                   |               |               |   |              |                            |                            |                            |  |    |                        |                        |                        |  |    |                   |                   |                   |
|  | E1                | Chicago*      | 3             |   |              |                            |                            |                            |  |    |                        |                        |                        |  |    |                   |                   |                   |
|  | E8                | Miami         | 0             |   |              |                            |                            |                            |  |    |                        |                        |                        |  |    |                   |                   |                   |
|  | E8                | Miami         | 0             |   | E1           | Chicago*                   | 4                          |                            |  |    |                        |                        |                        |  |    |                   |                   |                   |
|  |                   |               |               |   | E1           | Chicago*                   | 4                          |                            |  |    |                        |                        |                        |  |    |                   |                   |                   |
|  |                   | E5            | New York      | 1 |              |                            |                            |                            |  |    |                        |                        |                        |  |    |                   |                   |                   |
|  | E4                | E5            | New York      | 1 | Cleveland    | 0                          |                            |                            |  |    |                        |                        |                        |  |    |                   |                   |                   |
|  | E4                |               |               |   | Cleveland    | 0                          |                            |                            |  |    |                        |                        |                        |  |    |                   |                   |                   |
|  | E5                | New York      | 3             |   |              |                            |                            |                            |  |    |                        |                        |                        |  |    |                   |                   |                   |
|  | E5                | New York      | 3             |   |              |                            |                            |                            |  | E1 | Chicago*               | 4                      |                        |  |    |                   |                   |                   |
|  | Conferencia Este  |               |               |   |              |                            |                            |                            |  | E1 | Chicago*               | 4                      |                        |  |    |                   |                   |                   |
|  |                   | E2            | Orlando*      | 0 |              |                            |                            |                            |  |    |                        |                        |                        |  |    |                   |                   |                   |
|  | E3                | E2            | Orlando*      | 0 | Indiana      | 2                          |                            |                            |  |    |                        |                        |                        |  |    |                   |                   |                   |
|  | E3                |               |               |   | Indiana      | 2                          |                            |                            |  |    |                        |                        |                        |  |    |                   |                   |                   |
|  | E6                | Atlanta       | 3             |   |              |                            |                            |                            |  |    |                        |                        |                        |  |    |                   |                   |                   |
|  | E6                | Atlanta       | 3             |   | E6           | Atlanta                    | 1                          |                            |  |    |                        |                        |                        |  |    |                   |                   |                   |
|  |                   |               |               |   | E6           | Atlanta                    | 1                          |                            |  |    |                        |                        |                        |  |    |                   |                   |                   |
|  |                   | E2            | Orlando*      | 4 |              |                            |                            |                            |  |    |                        |                        |                        |  |    |                   |                   |                   |
|  | E2                | E2            | Orlando*      | 4 | Orlando*     | 3                          |                            |                            |  |    |                        |                        |                        |  |    |                   |                   |                   |
|  | E2                |               |               |   | Orlando*     | 3                          |                            |                            |  |    |                        |                        |                        |  |    |                   |                   |                   |
|  | E7                | Detroit       | 0             |   |              |                            |                            |                            |  |    |                        |                        |                        |  |    |                   |                   |                   |
|  | E7                | Detroit       | 0             |   |              |                            |                            |                            |  |    |                        |                        |                        |  | E1 | Chicago*          | 4                 |                   |
|  |                   |               |               |   |              |                            |                            |                            |  |    |                        |                        |                        |  | E1 | Chicago*          | 4                 |                   |
|  |                   | O1            | Seattle*      | 2 |              |                            |                            |                            |  |    |                        |                        |                        |  |    |                   |                   |                   |
|  | O1                | O1            | Seattle*      | 2 | Seattle*     | 3                          |                            |                            |  |    |                        |                        |                        |  |    |                   |                   |                   |
|  | O1                |               |               |   | Seattle*     | 3                          |                            |                            |  |    |                        |                        |                        |  |    |                   |                   |                   |
|  | O8                | Sacramento    | 1             |   |              |                            |                            |                            |  |    |                        |                        |                        |  |    |                   |                   |                   |
|  | O8                | Sacramento    | 1             |   | O1           | Seattle*                   | 4                          |                            |  |    |                        |                        |                        |  |    |                   |                   |                   |
|  |                   |               |               |   | O1           | Seattle*                   | 4                          |                            |  |    |                        |                        |                        |  |    |                   |                   |                   |
|  |                   | O5            | Houston       | 0 |              |                            |                            |                            |  |    |                        |                        |                        |  |    |                   |                   |                   |
|  | O4                | O5            | Houston       | 0 | LA Lakers    | 1                          |                            |                            |  |    |                        |                        |                        |  |    |                   |                   |                   |
|  | O4                |               |               |   | LA Lakers    | 1                          |                            |                            |  |    |                        |                        |                        |  |    |                   |                   |                   |
|  | O5                | Houston       | 3             |   |              |                            |                            |                            |  |    |                        |                        |                        |  |    |                   |                   |                   |
|  | O5                | Houston       | 3             |   |              |                            |                            |                            |  | O1 | Seattle*               | 4                      |                        |  |    |                   |                   |                   |
|  | Conferencia Oeste |               |               |   |              |                            |                            |                            |  | O1 | Seattle*               | 4                      |                        |  |    |                   |                   |                   |
|  |                   | O3            | Utah          | 3 |              |                            |                            |                            |  |    |                        |                        |                        |  |    |                   |                   |                   |
|  | O3                | O3            | Utah          | 3 | Utah         | 3                          |                            |                            |  |    |                        |                        |                        |  |    |                   |                   |                   |
|  | O3                |               |               |   | Utah         | 3                          |                            |                            |  |    |                        |                        |                        |  |    |                   |                   |                   |
|  | O6                | Portland      | 2             |   |              |                            |                            |                            |  |    |                        |                        |                        |  |    |                   |                   |                   |
|  | O6                | Portland      | 2             |   | O3           | Utah                       | 4                          |                            |  |    |                        |                        |                        |  |    |                   |                   |                   |
|  |                   |               |               |   | O3           | Utah                       | 4                          |                            |  |    |                        |                        |                        |  |    |                   |                   |                   |
|  |                   | O2            | San Antonio*  | 2 |              |                            |                            |                            |  |    |                        |                        |                        |  |    |                   |                   |                   |
|  | O2                | O2            | San Antonio*  | 2 | San Antonio* | 3                          |                            |                            |  |    |                        |                        |                        |  |    |                   |                   |                   |
|  | O2                |               |               |   | San Antonio* | 3                          |                            |                            |  |    |                        |                        |                        |  |    |                   |                   |                   |
|  | O7                | Phoenix       | 1             |   |              |                            |                            |                            |  |    |                        |                        |                        |  |    |                   |                   |                   |

## Estadísticas
| Categoría                    | Jugador            | Equipo              | Estadísticas |
| ---------------------------- | ------------------ | ------------------- | ------------ |
| Puntos por partido           | Michael Jordan     | Chicago Bulls       | 30.4         |
| Rebotes por partido          | Dennis Rodman      | Chicago Bulls       | 14.9         |
| Asistencias por partido      | John Stockton      | Utah Jazz           | 11.2         |
| Robos por partido            | Gary Payton        | Seattle SuperSonics | 2.9          |
| Tapones por partido          | Dikembe Mutombo    | Denver Nuggets      | 4.5          |
| Porcentaje de tiros de campo | Gheorghe Muresan   | Washington Bullets  | 58.4         |
| Porcentaje de tiros libres   | Mahmoud Abdul-Rauf | Denver Nuggets      | 93.0         |
| Porcentaje de tiros de tres  | Tim Legler         | Washington Bullets  | 52.2         |

## Premios
- MVP de la Temporada
  -  Michael Jordan (Chicago Bulls)
- Rookie del Año
  -  Damon Stoudamire (Toronto Raptors)
- Mejor Defensor
  -  Gary Payton (Seattle SuperSonics)
- Mejor Sexto Hombre
  -  Toni Kukoč (Chicago Bulls)
- Jugador Más Mejorado
  -  Gheorghe Muresan (Washington Bullets)
- Entrenador del Año
  -  Phil Jackson (Chicago Bulls)

| - Primer Quinteto de la Temporada - A - Karl Malone, Utah Jazz - A - Scottie Pippen, Chicago Bulls - P - David Robinson, San Antonio Spurs - B - Michael Jordan, Chicago Bulls - B - Anfernee Hardaway, Orlando Magic | - Segundo Quinteto de la Temporada - A - Shawn Kemp, Seattle Supersonics - A - Grant Hill, Detroit Pistons - P - Hakeem Olajuwon, Houston Rockets - B - Gary Payton, Seattle Supersonics - B - John Stockton, Utah Jazz | - Tercer Quinteto de la Temporada - A - Charles Barkley, Phoenix Suns - A - Juwan Howard, Washington Bullets - P - Shaquille O'Neal, Orlando Magic - B - Mitch Richmond, Sacramento Kings - B - Reggie Miller, Indiana Pacers |

| - Primer Quinteto Defensivo - Scottie Pippen, Chicago Bulls - Dennis Rodman, Chicago Bulls - David Robinson, San Antonio Spurs - Gary Payton, Seattle SuperSonics - Michael Jordan, Chicago Bulls | - 2.º Mejor Quinteto Defensivo - Horace Grant, Orlando Magic - Derrick McKey, Indiana Pacers - Hakeem Olajuwon, Houston Rockets - Mookie Blaylock, Atlanta Hawks - Bobby Phills, Cleveland Cavaliers |

| - Mejor Quinteto de Rookies - Damon Stoudamire, Toronto Raptors - Joe Smith, Golden State Warriors - Jerry Stackhouse, Philadelphia 76ers - Antonio McDyess, Denver Nuggets - Arvydas Sabonis, Portland Trail Blazers - Michael Finley, Phoenix Suns | - 2.º Mejor Quinteto de Rookies - Rasheed Wallace, Washington Bullets - Kevin Garnett, Minnesota Timberwolves - Bryant Reeves, Vancouver Grizzlies - Brent Barry, Los Angeles Clippers - Tyus Edney, Sacramento Kings |